# 1984年ロサンゼルスオリンピックのポルトガル選手団
1984年ロサンゼルスオリンピックのポルトガル選手団（1984ねんロサンゼルスオリンピックのポルトガルせんしゅだん）は、1984年7月28日から8月12日にかけてアメリカ合衆国のロサンゼルスで開催された1984年ロサンゼルスオリンピックのポルトガル選手団、およびその競技結果。

## 概要
今大会は金メダル1個、銅メダル2個の合計3個のメダルを獲得した。

## メダル
| メダル | 選手名               | 競技 | 種目         |
| ------ | -------------------- | ---- | ------------ |
| 金     | カルロス・ロペス     | 陸上 | 男子マラソン |
| 銅     | アントニオ・レイタオ | 陸上 | 男子5000m    |
| 銅     | ロザ・モタ           | 陸上 | 女子マラソン |